# Dieser verflixte Kater
Dieser verflixte Kater (Originaltitel: That Darn Cat) ist eine US-amerikanische Filmkomödie aus dem Jahr 1997. Der von Walt Disney Pictures produzierte Film ist eine Neuverfilmung der Komödie Alles für die Katz (That Darn Cat!) mit Hayley Mills aus dem Jahr 1965, die auf dem Roman Kater D. C. und der Geheimagent des FBI (Undercover Cat) von Gordon Gordon und Mildred Gordon basiert.
Die Regie führte Bob Spiers, das Drehbuch schrieben Scott Alexander und Larry Karaszewski. Die Hauptrollen spielten Christina Ricci und Doug E. Doug.

## Handlung
Patti Randall sowie ihre Eltern Peter und Jade leben in einer Kleinstadt in Neuengland. Eines Tages bringt Pattis Kater D.C. eine Uhr, auf der das Wort Hilfe eingeritzt ist. Die Uhr gehört einer entführten Frau, über die in den Medien oft berichtet wird. Patti bringt die Uhr dem FBI-Agenten Zeke Kelso, der seinen Chef Boetticher überzeugt, die Überwachung der Bewegungen des Katers zu genehmigen.
Vier Agenten folgen in der darauf folgenden Nacht dem Kater, doch sie finden keine Spur der Geisel. Einer der Agenten wird von einem Hund gebissen, man erwischt auch eine Frau, die jede Nacht vor der Tür eines Wachmanns Fleisch hinterlegt. Der wütende Boetticher gibt Kelso 24 Stunden, den Fall zu lösen.
Später stellt sich heraus, dass Patti einen Teil des Wortes Hilfe selbst einritzte. Kelso wird zum Kaffeekochen für die Kollegen verdonnert, ihm droht die Suspendierung. Patti will die Stadt verlassen, im Bahnhof trifft sie die Frau, die in einen Wachmann verliebt ist und ihm jede Nacht frisches Fleisch bringt. Die Frauen reden und beschließen, in der Stadt zu bleiben. Die verliebte Frau offenbart dem Wachmann ihre Liebe, er erwidert sie.
Patti findet die entführte Frau und ruft Kelso an, der jedoch nichts mehr mit dem Fall zu tun haben will. Bei dem Befreiungsversuch wird Patti von dem nicht deutlich gezeigten Entführer überrascht. Nach einigen Stunden ruft die beunruhigte Jade Randall Kelso an. Er begibt sich auf die Suche nach Patti und versucht, sich in die Psyche einer Katze hineinzuversetzen.
Kelso findet die gefesselten Frau und Patti. Es stellt sich heraus, dass sie von einem älteren, in der Stadt bekannten Ehepaar entführt wurden. Die Entführer fliehen in einem gestohlenen Auto, Patti und Kelso verfolgen sie mit einem anderen Wagen. Nach der Verfolgung, bei der es einige Zerstörungen gibt, werden die Entführer gestellt. Boetticher gratuliert Kelso.
Patti und Kelso werden Freunde. D.C. findet eine Katzendame, mit der er Nachwuchs hat.

## Kritiken
James Berardinelli bezeichnete den Film auf ReelViews als „recycelt“ und „uninspiriert“. Christina Ricci sei neben Natalie Portman eine der am meisten talentierten Schauspielerinnen ihrer Altersgruppe, doch der Film bedeute für sie keinen Karriereschritt nach vorne. Berardinelli kritisierte die Darstellung von Doug E. Doug als „enttäuschend“.
Kevin Thomas schrieb in der Los Angeles Times vom 14. Februar 1997, der Film sei vor allem für kleine Kinder interessant. Er kritisierte den Charakter von Zeke Kelso als „idiotisch“, aber lobte den Charakter von Patti Randall sowie die Darstellung von Christina Ricci. Er lobte außerdem die Nebendarsteller George Dzundza, Peter Boyle und Estelle Parsons.
TV Today kritisierte den Film als „uninspiriert“, der einzige Lichtblick sei die Darstellung von Christina Ricci.
Das Lexikon des internationalen Films vermisst „jedes Mindestmaß an Sorgfalt in der Entwicklung des Stoffs.“ Es handele sich um einen „üblen Klamauk“ mit Figuren, die an Karikaturen erinnern.

## Auszeichnungen
Christina Ricci wurde im Jahr 1998 für den Young Artist Award und den Kids' Choice Award nominiert.